# Lexington (Alabama)
Pour les articles homonymes, voir Lexington.
Lexington est une municipalité américaine située dans le comté de Lauderdale en Alabama.
Selon le recensement de 2010, sa population est de 735 habitants. La municipalité s'étend sur 3,24 milles carrés (8,39 km2).

## Démographie
| 1880 | 1960 | 1970 | 1980 | 1990 | 2000 | 2010 |
| ---- | ---- | ---- | ---- | ---- | ---- | ---- |
| 72   | 315  | 278  | 884  | 821  | 840  | 735  |